# Seija Sallinen
Seija Tuulikki Sallinen, född den 17 augusti 1935 i Siikajoki socken, Österbottens län, Finland, död den 14 augusti 2014 i Stockholm, var en finländsk-svensk målare och kartritare.

## Biografi
Seija Sallinen var dotter till chauffören Johan Henrik Sallinen och Martta Katariina Tiikkala. Sallinen studerade tre år vid Konstfackskolana avdelning för dekorativ målning och två år vid Högre konstindustriella skolan i Stockholm. Hon bedrev därefter två års kompletterande studier i skulptur samt självstudier under resor till Frankrike, Norge och Tyskland. Hon tilldelades ett stipendium för studier av muralmåleri från Helge Ax:son Johnsons stiftelse 1963. Tillsammans med Otto Ödling ställde hon ut på Galerie S:t Nikolaus i Stockholm 1963 och har därefter medverkat i ett stort antal separat- och samlingsutställningar. Bland hennes offentliga arbeten märks glasfönstret Några som träder fram bakom galler på Blackebergs läroverk. Hennes konst består av en surrealistiskt färgad minnes och drömvärld med egendomligt formade djur, miljöbilder från Paris och Stockholm.